# Vía Agripa

Mapa de las antiguas calzadas romanas.

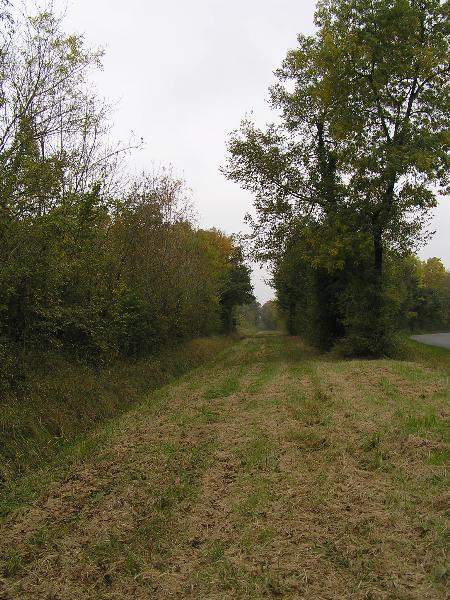
Calzada romana (Via Agrippa) entre Ste Sévère y Cherves-Richemont

La Via Agrippa se refiere a la red de calzadas romanas en la Galia, mandada a realizar por Agripa, a quien Octavio había confiado la organización de las Galias. 

## El proyecto de Agripa
Esta red radial parte de la nueva zona estratégica de implantación romana, Lugdunum. El geógrafo antiguo Estrabón nos indica las nuevas directrices: 

Agripa eligió (Lugdunum) como punto de partida de las cuatro calzadas que recorren las Galias. La primera es la de los Santones en Aquitania, la  segunda la del Rin, la tercera la del Océano y la cuarta la de Narbona llegando a la costa de Massalia.

En otras palabras:
- Una vía hacia el Atlántico, desde Lugdunum hacia Saintes, el camino de piedra,
- Una vía hacia el mar del Norte, por Reims, Beauvais y Amiens,
- Una hacia el Rin, por Langres y Tréveris,
- Una vía hacia el sur y Marsella.

Si todos los expertos están de acuerdo en ubicar la construcción de estas vías en el reinado de Agripa y Octavio Augusto, la datación que ofrecen varía de una obra a otra: 
- En -39 (39 av. J.-C.) -38  (38 av. J.-C.) Hacquard;[3]
- Según Pierre Gros, a partir del -22 (22 av. J.-C.)  -21 (21 av. J.-C.);[2]
- Según Paul Petit, entre -16 (16 av. J.-C.) y -13  (13 av. J.-C.).[4]

## El eje Sur
Desde el período protohistórico, existía una vía equidistante del Ródano y de la desembocadura de sus afluentes, prefiriendo la llanura a veces inundada a los primeros escarpes de las colinas.
Bajo la dirección de Augusto, Agripa construyó una carretera cerca del Ródano, pero situada en la  medida de lo posible al pie de las colinas. Este eje pasa a través de diferentes puntos de gran importancia:
- Ciudades: Arlés, Aviñón, Montélimar,  Valence,  Vienne, Lyon
- Posadas (mutationes) donde se podían cambiar (mutare) los viajeros, sus equipajes y los correos del cursus publicus.

Este eje fue complementado por el Itinerario de Antonino en la orilla derecha del Ródano, o Camino de Helviens.

## Los trazados dela vía Agripa: el ejemplo de Valentinois[5]

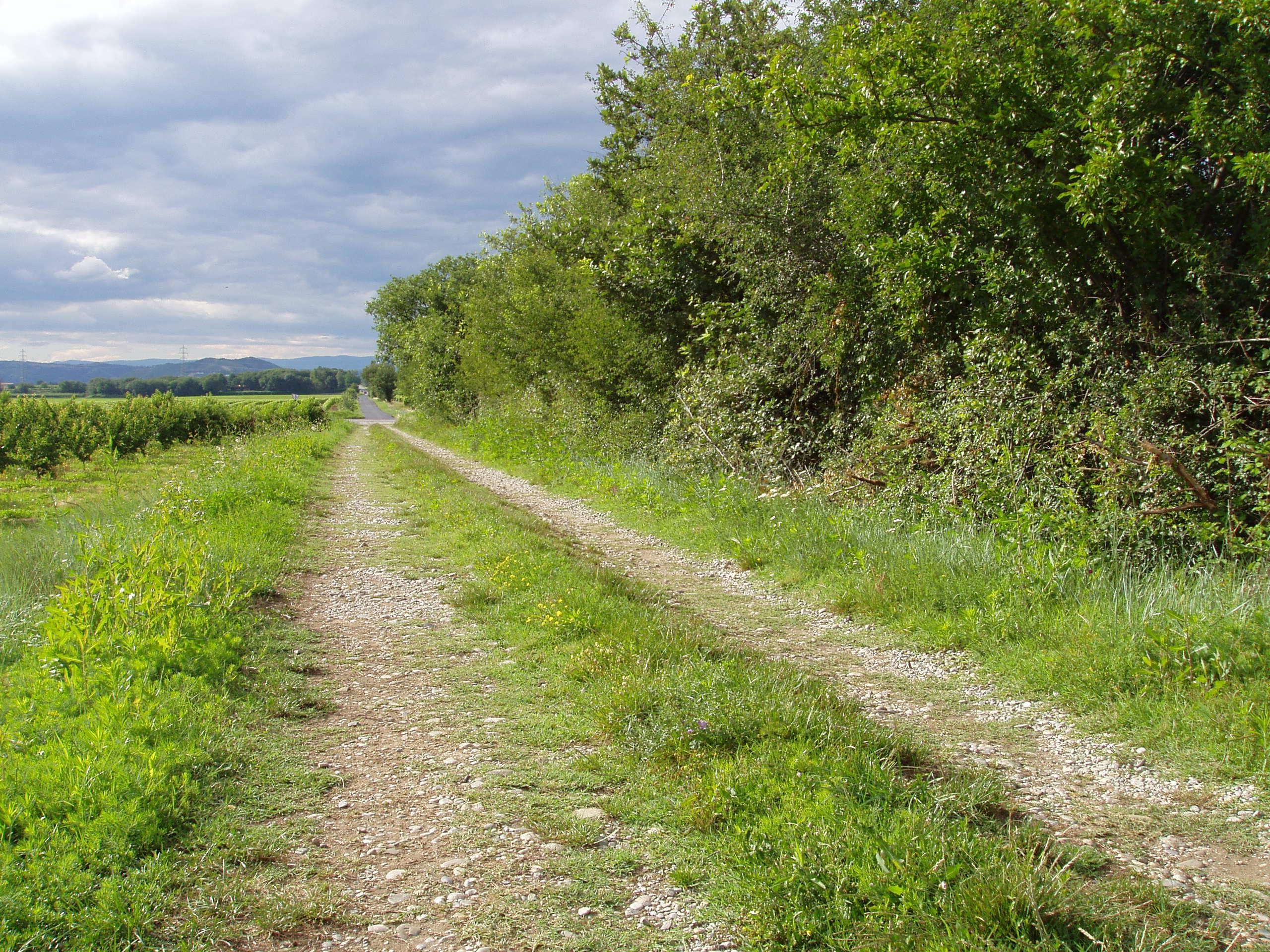
La ruta y el camino que muestra el trazado de la vía de Agrippa, cerca de Beaumont-Monteux (Drôme).

Parece que, por el territorio de la colonia de  Valence, el trazado de esta calzada fue el mismo que ahora tiene la carretera nacional  7, excepto que la calzada debía evitar las zonas de confluencia de los ríos, entonces pantanosas.
Por lo tanto, al norte del Isere, la vía Agrippa, después del cruce de los «Siete caminos», continuaba hasta Beaumont-Monteux: la Departamental 101, una carretera comarcal que después se convierte en un camino han sido trazados siguiendo la misma línea recta y sirven ahora de límite a las comunas de Beaumont-Monteux y Pont-de-l'Isère . No lejos de allí, el topónimo  «Vía Magna» (vía magna) testimonia el paso por ese lugar de una «gran vía».

## Losmiliariosde lavia Agrippa[6]

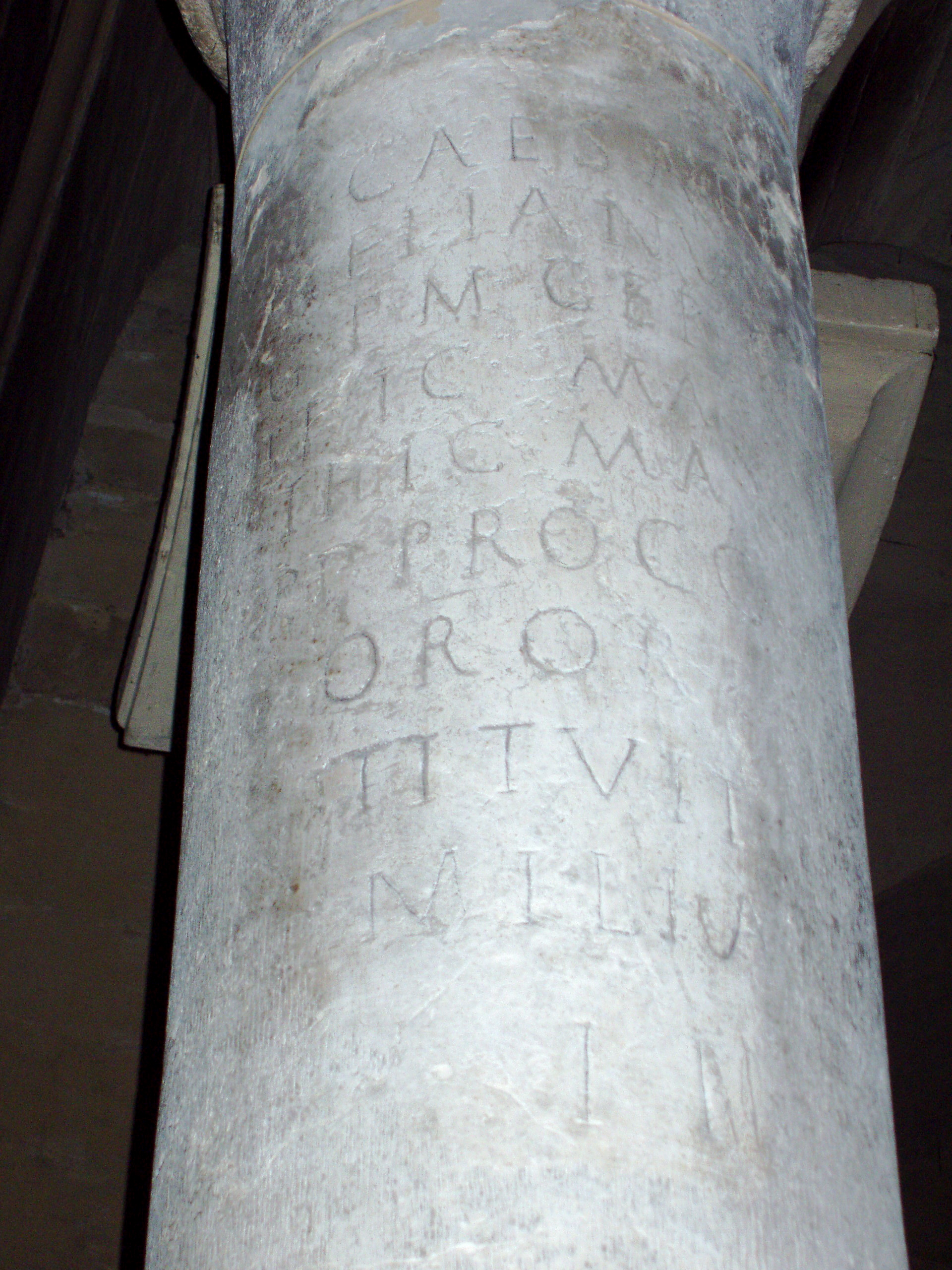
Milliaire de la via Agrippa (cathédrale de Valence, Drôme).

La via Agrippa estaba jalonada por columnas de piedra llamadas miliarios colocadas a lo largo de la calzada, indicando el nombre del magistrado o del emperador que las había mandado instalar o mantener, y la distancia en millas entre los lugares donde estaban ubicadas las  terminales y los puntos de referencia en la (Viae cápita) que, para la via Agrippa, eran los de  Vienne,  Valence y Aviñón.
De los 22 miliarios encontrados en esta vía, podemos citar el tercero o cuarto miliario ( C.I.L., XII, 5549) utilizado en el nuevo deambulatorio del coro de la  Catedral de Saint-Apollinaire (Valence), aún visible hoy en día. Fechado en el 274 o 275 AD. J. C. y que lleva la siguiente inscripción:

IMP(ERATOR) CAESAR L(UCIUS) DOMIT[IUS]

AURELIANU[S] P(IUS) [F(ELIX)] INV[I]CT[US]

[AU]G(USTUS) P(ONTIFEX) MA(XIMUS) GER[MANIC(US) MAX(IMUS)]

[GO]THIC(US) MA[X(IMUS) CARPIC(US) MAX(IMUS)] ?

[PAR]THIC(US) MA[X(IMUS) TRIB(UNICIA) POT(ESTATE) VI CO(N)S(UL)] ?

[III] P(ATER) P(ATRIA) PROCO(N)[S(UL) PACATOR ET RES]

[TITUT]OR ORB(IS) [REFECIT ET]

[R]ESTITUIT […]

MILIA [PASSUUM]

I[I] II ?
El emperador César Lucio Domiciano
 Aureliano, piadoso, feliz, invicto,
 augusto, pontifex maximus, conquistador de los Germanos,
 Godos, Carpi,
 Partos, investido de la facultad para ser tribuno ... veces, cónsul
 ... veces, padre de la patria, procónsul, restaurador
 y pacificador del universo,
 ha reparado
 la vía . 3 (o 4?) millas.